# Lipocarpha drummondii
Lipocarpha drummondii là loài thực vật có hoa trong họ Cói. Loài này được (Nees) G.C.Tucker mô tả khoa học đầu tiên năm 1987.